# Past Masters
Past Masters je dvojni kompilacijski album angleške rock skupine The Beatles, ki je izšel 7. marca 1988. Večina albuma je sestavljena iz singlov. Past Masters vsebuje tudi celoten EP Long Tall Sally, dve skladbi, ki sta izšli posebej za nemški trg (»Komm, Gib Mir Deine Hand« in »Sie Liebt Dich«), skladbo, ki je posebej izšla za ameriški trg (»Bad Boy«) in skladbo, katere verzija je izšla na dobrodelnem albumu (»Across the Universe«).

## Seznam skladb
Vse skladbe sta napisala John Lennon in Paul McCartney, razen kjer je posebej označeno.

### Past Masters, Vol. 1
Vsebuje skladbe, ki so izšle med letoma 1962 in 1965:
- Enajst skladb z britanskih singlov
- Skladbi z nemškega singla, »Komm, Gib Mir Deine Hand«/»Sie Liebt Dich«
- Vse štiri skladbe z EP-ja Long Tall Sally
- Skladbo za ameriški trg, »Bad Boy«, ki je izšla na albumu Beatles VI

| Št.             | Naslov                                                                  | Dolžina |
| --------------- | ----------------------------------------------------------------------- | ------- |
| 1.              | „Love Me Do‟                                                            | 2:24    |
| 2.              | „From Me to You‟                                                        | 1:58    |
| 3.              | „Thank You Girl‟                                                        | 2:04    |
| 4.              | „She Loves You‟                                                         | 2:21    |
| 5.              | „I'll Get You‟                                                          | 2:06    |
| 6.              | „I Want to Hold Your Hand‟                                              | 2:27    |
| 7.              | „This Boy‟                                                              | 2:16    |
| 8.              | „Komm, Gib Mir Deine Hand‟ (Lennon/McCartney/Nicolas/Hellmer)           | 2:27    |
| 9.              | „Sie Liebt Dich‟ (Lennon/McCartney/Nicolas/Montague)                    | 2:20    |
| 10.             | „Long Tall Sally‟ (Enotris Johnson, Robert Blackwell, Richard Penniman) | 2:03    |
| 11.             | „I Call Your Name‟                                                      | 2:09    |
| 12.             | „Slow Down‟ (Larry Williams)                                            | 2:56    |
| 13.             | „Matchbox‟ (Carl Perkins)                                               | 1:59    |
| 14.             | „I Feel Fine‟                                                           | 2:20    |
| 15.             | „She's a Woman‟                                                         | 3:03    |
| 16.             | „Bad Boy‟ (Larry Williams)                                              | 2:21    |
| 17.             | „Yes It Is‟                                                             | 2:43    |
| 18.             | „I'm Down‟                                                              | 2:32    |
| Skupna dolžina: | Skupna dolžina:                                                         | 42:28   |

### Past Masters, Vol. 2
Vsebuje skladbe, ki so izšle med letoma 1965 in 1970:
- Štirinajst skladb z britanskih singlov
- »Wildlife« verzijo skladbe »Across the Universe« z dobrodelnega albuma »No One's Gonna Change Our World«

| Št.             | Naslov                                  | Dolžina |
| --------------- | --------------------------------------- | ------- |
| 1.              | „Day Tripper‟                           | 2:50    |
| 2.              | „We Can Work It Out‟                    | 2:16    |
| 3.              | „Paperback Writer‟                      | 2:19    |
| 4.              | „Rain‟                                  | 3:02    |
| 5.              | „Lady Madonna‟                          | 2:18    |
| 6.              | „The Inner Light‟ (George Harrison)     | 2:37    |
| 7.              | „Hey Jude‟                              | 7:08    |
| 8.              | „Revolution‟                            | 3:25    |
| 9.              | „Get Back‟                              | 3:15    |
| 10.             | „Don't Let Me Down‟                     | 3:35    |
| 11.             | „The Ballad of John and Yoko‟           | 3:00    |
| 12.             | „Old Brown Shoe‟ (George Harrison)      | 3:18    |
| 13.             | „Across the Universe‟                   | 3:49    |
| 14.             | „Let It Be‟                             | 3:51    |
| 15.             | „You Know My Name (Look Up the Number)‟ | 4:19    |
| Skupna dolžina: | Skupna dolžina:                         | 51:01   |

## Mono Masters
Mono Masters je mono kompilacijski album angleške rock skupine The Beatles, ki je izšel 9. septembra 2009 kot del box seta The Beatles in Mono. Namen tega box seta je bil, da se zberejo samo tiste skladbe Beatlesov, ki so izšle ali naj bi izšle v mono formatu. Seznama skladb Mono Masters in Past Masters se razlikujeta le na drugi polovici druge plošče, kjer je na albumu Mono Masters namesto treh skladb, ki niso nikoli imele pravega mono miksa (»Old Brown Shoe«, »The Ballad of John and Yoko« in »Let It Be«) pet drugih skladb, ki prej niso bile izdane v mono miksu (»Only a Northern Song«, »All Together Now«, »Hey Bulldog«, »It's All Too Much« in »Across the Universe«).

### Seznam skladb
Vse skladbe sta napisala John Lennon in Paul McCartney, razen kjer je posebej označeno.
Disk 1
| Št.             | Naslov                                                                  | Dolžina |
| --------------- | ----------------------------------------------------------------------- | ------- |
| 1.              | „Love Me Do‟                                                            | 2:25    |
| 2.              | „From Me to You‟                                                        | 1:57    |
| 3.              | „Thank You Girl‟                                                        | 2:04    |
| 4.              | „She Loves You‟                                                         | 2:21    |
| 5.              | „I'll Get You‟                                                          | 2:06    |
| 6.              | „I Want to Hold Your Hand‟                                              | 2:26    |
| 7.              | „This Boy‟                                                              | 2:16    |
| 8.              | „Komm, Gib Mir Deine Hand‟ (Lennon/McCartney/Nicolas/Hellmer)           | 2:27    |
| 9.              | „Sie Liebt Dich‟ (Lennon/McCartney/Nicolas/Montague)                    | 2:20    |
| 10.             | „Long Tall Sally‟ (Enotris Johnson, Robert Blackwell, Richard Penniman) | 2:03    |
| 11.             | „I Call Your Name‟                                                      | 2:11    |
| 12.             | „Slow Down‟ (Larry Williams)                                            | 2:57    |
| 13.             | „Matchbox‟ (Carl Perkins)                                               | 1:59    |
| 14.             | „I Feel Fine‟                                                           | 2:23    |
| 15.             | „She's a Woman‟                                                         | 3:04    |
| 16.             | „Bad Boy‟ (Larry Williams)                                              | 2:20    |
| 17.             | „Yes It Is‟                                                             | 2:42    |
| 18.             | „I'm Down‟                                                              | 2:38    |
| Skupna dolžina: | Skupna dolžina:                                                         | 42:37   |

Disk 2
| Št.             | Naslov                                   | Dolžina |
| --------------- | ---------------------------------------- | ------- |
| 1.              | „Day Tripper‟                            | 2:52    |
| 2.              | „We Can Work It Out‟                     | 2:15    |
| 3.              | „Paperback Writer‟                       | 2:26    |
| 4.              | „Rain‟                                   | 3:01    |
| 5.              | „Lady Madonna‟                           | 2:17    |
| 6.              | „The Inner Light‟ (George Harrison)      | 2:36    |
| 7.              | „Hey Jude‟                               | 7:09    |
| 8.              | „Revolution‟                             | 3:25    |
| 9.              | „Only a Northern Song‟ (George Harrison) | 3:26    |
| 10.             | „All Together Now‟                       | 2:11    |
| 11.             | „Hey Bulldog‟                            | 3:14    |
| 12.             | „It's All Too Much‟ (George Harrison)    | 6:28    |
| 13.             | „Get Back‟                               | 3:11    |
| 14.             | „Don't Let Me Down‟                      | 3:33    |
| 15.             | „Across the Universe‟                    | 3:50    |
| 16.             | „You Know My Name (Look Up the Number)‟  | 4:24    |
| Skupna dolžina: | Skupna dolžina:                          | 56:25   |